# 片山泰久
片山 泰久（かたやま やすひさ、1926年2月18日 - 1978年1月24日）は、日本の理論物理学者。
京都大学工学部原子力工学教授。学位は理学博士。素粒子論専攻。湯川秀樹の共同研究者。

## 略歴
長野県小県郡丸子町（現上田市）生まれ。旧制上田中学（長野県上田高等学校）、旧制松本高等学校理科甲類卒業。旧制京都帝国大学理学部卒業。1947年学術図書出版社に任務後、1957年7月京都大学基礎物理学研究所助教授、1961年4月同教授（1966年10月まで）、京都大学工学部に異動。

## 研究業績（英文）
- Theory of the Interactions with Higher Derivatives and its Application to the Non-local Interaction, July 1953
- Intermediary Fields Based on the Lack of the Self-Current Weak Interaction,  May 1963
- A Field Theory of Elementary Particles with S3 Invariance, March 1966

## 日本語記事
- 片山泰久「7. 非局所場と非局所的相互作用」『素粒子論研究』4巻 9号 1952年 p.97-111, doi:10.24532/soken.4.9_97。
- 片山泰久「高階微分を含む相互作用の理論及び非局所的相互作用への適用」京都大学博士論文 [報告番号不明], 1953年, NAID 500000491934。
- 片山泰久「素粒子の統一理論(基礎理論討論会,報告)」『素粒子論研究』6巻 9号 1953年 p.1079-1080, doi:10.24532/soken.6.9_1079。
- 片山泰久「素粒子」『日本物理学会誌』12巻 3号 1957年 p.63-65, doi:10.11316/butsuri1946.12.63。
- 片山泰久、小林信雄「16a-C-5 軽粒子の統一理論 II」『春の分科会予稿集』1971.3巻 1971年 p.119-, doi:10.11316/jpsgaiyoe.1971.3.0_119_1。
- 片山泰久「16a-C-6 スピノル場一元論による重力理論」『春の分科会予稿集』1971.3巻 1971年 p.119-, doi:10.11316/jpsgaiyoe.1971.3.0_119_2。
- 片山泰久「軽粒子の統一理論(素粒子の弱い相互作用,研究会報告)」『素粒子論研究』43巻 2号 1971年 p.B155-B170, doi:10.24532/soken.43.2_B155
- 片山泰久「素粒子の時空記述研究の現状(素粒子の時空記述,研究会報告)」『素粒子論研究』43巻 2号 1971年 p.154-167, doi:10.24532/soken.43.2_154。
- 片山泰久「(4)Informacao Centre Fisicos」『素粒子論研究』48巻 2号 1973年 p.199-200, doi:10.24532/soken.48.2_199。

など。